# Alexandre Lvovitch Narychkine

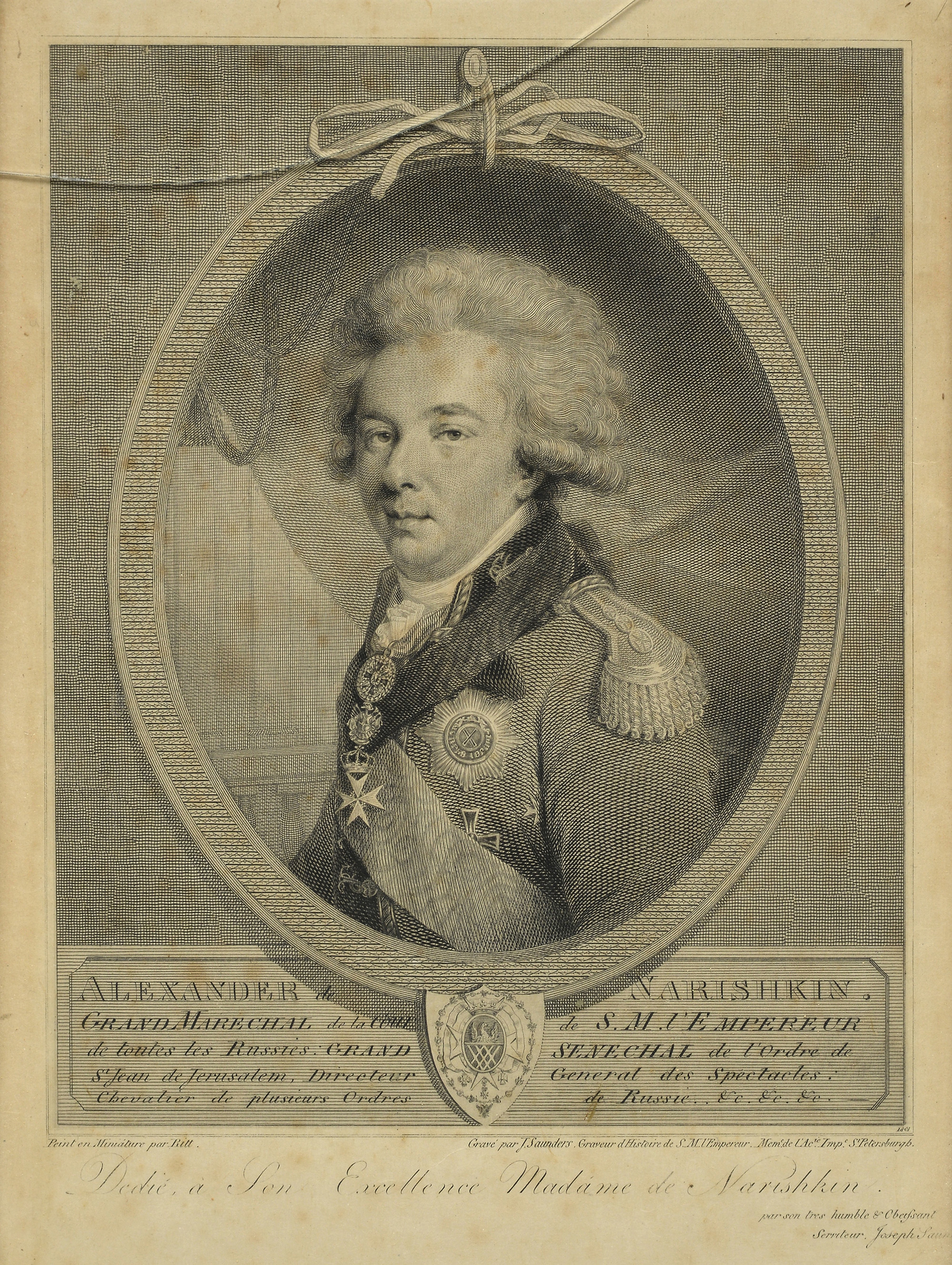
Portrait du prince Narychkine

Le prince Alexandre Lvovitch Narychkine (en russe : Александр Лвович Нарышкин), né le 14 avril 1760, décédé le 21 janvier 1826, est un aristocrate russe qui fut grand chambellan, directeur général du théâtre impérial de 1799 à 1819 et maréchal de la noblesse de Saint-Pétersbourg de 1818 à 1826.
Son buste, taillé dans le marbre par le sculpteur français Louis-Marie Guichard, est exposé au musée de l'Ermitage à Saint-Pétersbourg.

## Biographie
Le prince Alexandre Narychkine est le fils de Lev Alexandrovitch Narychkine (1733-1799) et le frère de Dimitri Lvovitch Narychkine (1764-1838) dont l'épouse Marie (1779-1854) fut la favorite d'Alexandre Ier de Russie. Alexandre Narychkine était l'ami de l'empereur Paul Ier.
Le prince épouse la fille de l'amiral Seniavine, Marie (1762-1822), dame d'honneur préférée de Catherine II. Le couple fait partie des proches de la cour, aussi bien sous Paul Ier que sous Alexandre.
Alexandre Narychkine et son frère Dimitri étaient célèbres en Russie pour leur engouement pour le luxe et la démesure des réceptions qu'ils offraient à la haute noblesse de Saint-Pétersbourg, émerveillée par leur faste.
Le prince Narychkine accompagne l'empereur Alexandre au Congrès de Vienne, et son épouse Marie y accompagne aussi l'impératrice Élisabeth. Les années suivantes le prince et la princesse passent plusieurs années à voyager, notamment à Florence, où ils possèdent deux palais en ville et une villa à la campagne. Ils sont accompagnés d'un baron germano-balte en qualité d'intendant, d'une centaine de domestiques, de dizaines de secrétaires et d'amis de voyage, plus d'une domesticité locale. 
Comme beaucoup de membres de sa famille, le prince fut inhumé au monastère Saint-Alexandre-Nevski.

## Famille
De son mariage le prince a quatre descendants:
- Lev Alexandrovitch Narychkine (Léon) (1785-1846) lieutenant-général, et ami de Pouchkine pendant son séjour à Odessa
- Hélène, sa jumelle (1785-1855), épouse en 1800 Arcady Souvorov-Rimski et en secondes noces le prince V.S. Galitzine
- Kirill Alexandrovitch Narychkine (Cyrille) (1786-1838) grand-chambellan de la cour et conseiller secret
- Marie (morte dans l'enfance)